# چوهه سلطان تکلو
بخشی بیگ تکلو (درگذشتهٔ ۹۳۷ ه‍.ق) مشهور به چوهه سلطان  از امرای قزلباش طایفه تکلو در زمان شاه اسماعیل یکم (حک. ۹۳۰–۹۰۷) و شاه تهماسب یکم (حک. ۹۸۴–۹۳۰) بود. او از سوی شاه اسماعیل به جوجی سلطان ملقب شده بود. مرگ ناگهانى شاه اسماعیل در رجب ۹۳۰ و بر تخت نشستن شاه تهماسب جوان در نه سالگى، سرآغاز یک دورهٔ تقریباً ده ساله از آشفتگى در تاریخ ایران عصر صفوى است که طى آن، روملوها به رهبرى دیو سلطان در اتحاد با تکلوها و شاملوها، بر ضد استاجلوها بودند. این ائتلاف تا زمان قتل دیو سلطان به ‏دست چوهه‏ سلطان در ۲۵ شوال ۹۳۳، قدرت را در دست داشت و سپس نوبت قدرت‌نمایى چهار سالهٔ تکلوها شد که این دوران نیز با قتل چوهه‏ سلطان به‏ دست شاملوهاى تحت امر حسین ‏خان در ذی‏قعده ۹۳۷ پایان پذیرفت. پس از قتل چوهه سلطان، تکلوها کوشیدند فرزندش میرقباد را به مقام وکالت برسانند اما ناکام ماندند. 